# C3D
C3D — ядро геометричного моделювання, що розробляється компанією АСКОН. C3D — програмний компонент для розробників прикладних рішень. Геометричне ядро являє собою програмну реалізацію математичних методів побудови чисельних моделей геометрії реальних і уявних об'єктів, а також математичних методів управління цими моделями. Чисельні моделі використовуються в системах, що виконують проектування (CAD), розрахунки (CAE) і підготовку виробництва (CAM) модельованих об'єктів. Ядро C3D лежить в основі флагманського продукту АСКОН — системи тривимірного моделювання КОМПАС-3D.
Ядро C3D складається з трьох пов'язаних компонентів:
- Геометричний моделювальник C3D Modeler, що надає достатній набір можливостей для твердотільного і гібридного моделювання, ескізування і 2D-креслення;
- Вирішувач геометричних обмежень C3D Solver, що дозволяє накладати варіаційні залежності на 2D і 3D елементи геометричної моделі;
- Конвертер даних C3D Converter, що забезпечує читання/запис геометричної моделі в основні обмінні формати.

У 2012 році АСКОН ухвалив рішення відкрити своє ядро для ліцензування стороннім розробникам.
Зовнішні користувачі ядра C3D:
- ЛВ ЦНІТ[1]
- Базис-Центр[2]